# Черноголовковский сельсовет
Черноголовковский сельсовет — упразднённая административно-территориальная единица, существовавшая на территории Московской губернии и Московской области до 1975 года.
Черноголовковский сельсовет был образован в первые годы советской власти. По данным 1919 года он входил в состав Ивановской волости Богородского уезда Московской губернии.
В 1926 году Черноголовковский с/с включал деревни Малая Черноголовка и Средняя Черноголовка.
В 1929 году Черноголовковский сельсовет вошёл в состав Богородского района Московского округа Московской области. При этом к нему был присоединен Якимовский (селения Афанасово 3 и Якимово) с/с.
5 ноября 1929 года Богородский район был переименован в Ногинский.
14 июня 1954 года к Черноголовковскому с/с были присоединены Ботовский (селения Ботово и Старки) и Макаровский (селения Беседы, Боково, Ивановское, Макарово и Стояново) с/с.
22 июня 1954 года из Пашуковского с/с в Черноголовковский было передано селение Дядькино.
5 ноября 1959 года из Черноголовковского с/с в Ямкинский были переданы селения Боково и Дядькино.
1 февраля 1963 года Ногинский район был упразднён и Черноголовковский с/с вошёл в Орехово-Зуевский сельский район. 11 января 1965 года Черноголовковский с/с был возвращён в восстановленный Ногинский район.
21 января 1975 года Черноголовковский с/с был упразднён, а все его населённые пункты (селения Афанасово 3, Беседы, Ботово, Горячевка, Ивановское, Макарово, Старки, Стояново, Черноголовка и Якимово) переданы в подчинение новообразованному рабочему посёлку Черноголовка.